# ۵۰۳ خیابان کینزتون
۵۰۳ خیابان کینزتون (انگلیسی: 503 Kingston Rd) یک مسیر در سیستم تراموای تورنتو از شرق به غرب تورنتو در انتاریو، کانادا است که توسط کمیسیون حمل و نقل تورنتو اداره می‌شود. ۵۰۳ خیابان کینزتون در مسیری به منطقه مالی مرکز شهر از حلقه بینگهام در امتداد جاده کینگستون حرکت می‌کند و بیشتر مسیر خود را با ۵۰۱ کوئین و ۵۰۴ کینگ به اشتراک می‌گذارد.